# James Smetham
James Smetham est un peintre, graveur, poète et critique d'art britannique né le 9 septembre 1821 à Pateley Bridge, dans le Yorkshire, et mort le 5 février 1889 à Chipping Ongar, dans l'Essex.

## Biographie
Issu d'une famille méthodiste du Yorkshire, James Smetham fait son apprentissage chez un architecte de Lincoln avant de se lancer dans une carrière de peintre. Il étudie brièvement à la Royal Academy, puis entre en 1851 comme enseignant au Westminster College, une école méthodiste londonienne. Il se marie en 1854 avec sa collègue Sarah Goble. Durant cette période, il présente quelques tableaux à la Royal Academy et côtoie par la suite les préraphaélites Ford Madox Brown et Dante Gabriel Rossetti. Il se lie également avec le critique John Ruskin.
Au cours de sa carrière, Smetham produit plus de quatre cents tableaux, ainsi que de nombreuses gravures et illustrations de livres. Ses peintures et ses poèmes partagent des thèmes similaires, notamment l'admiration de la nature et des sentiments d'aliénation. Vers la fin de sa vie, ses problèmes financiers et mentaux le font sombrer dans la folie. Il termine ses jours dans une isolation complète.

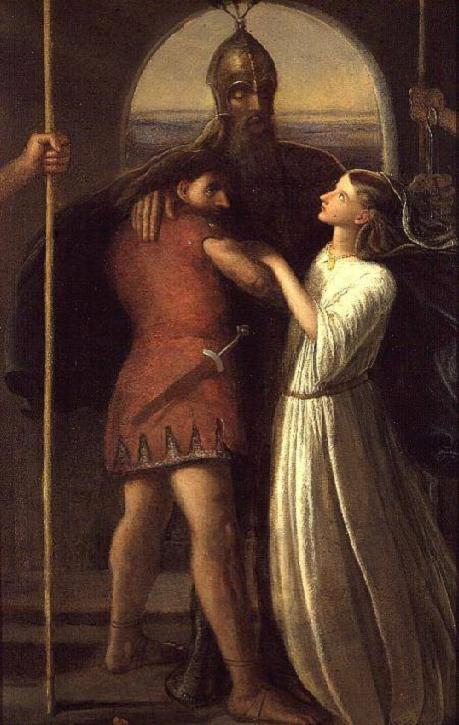
The Death of Earl Siward (1861)
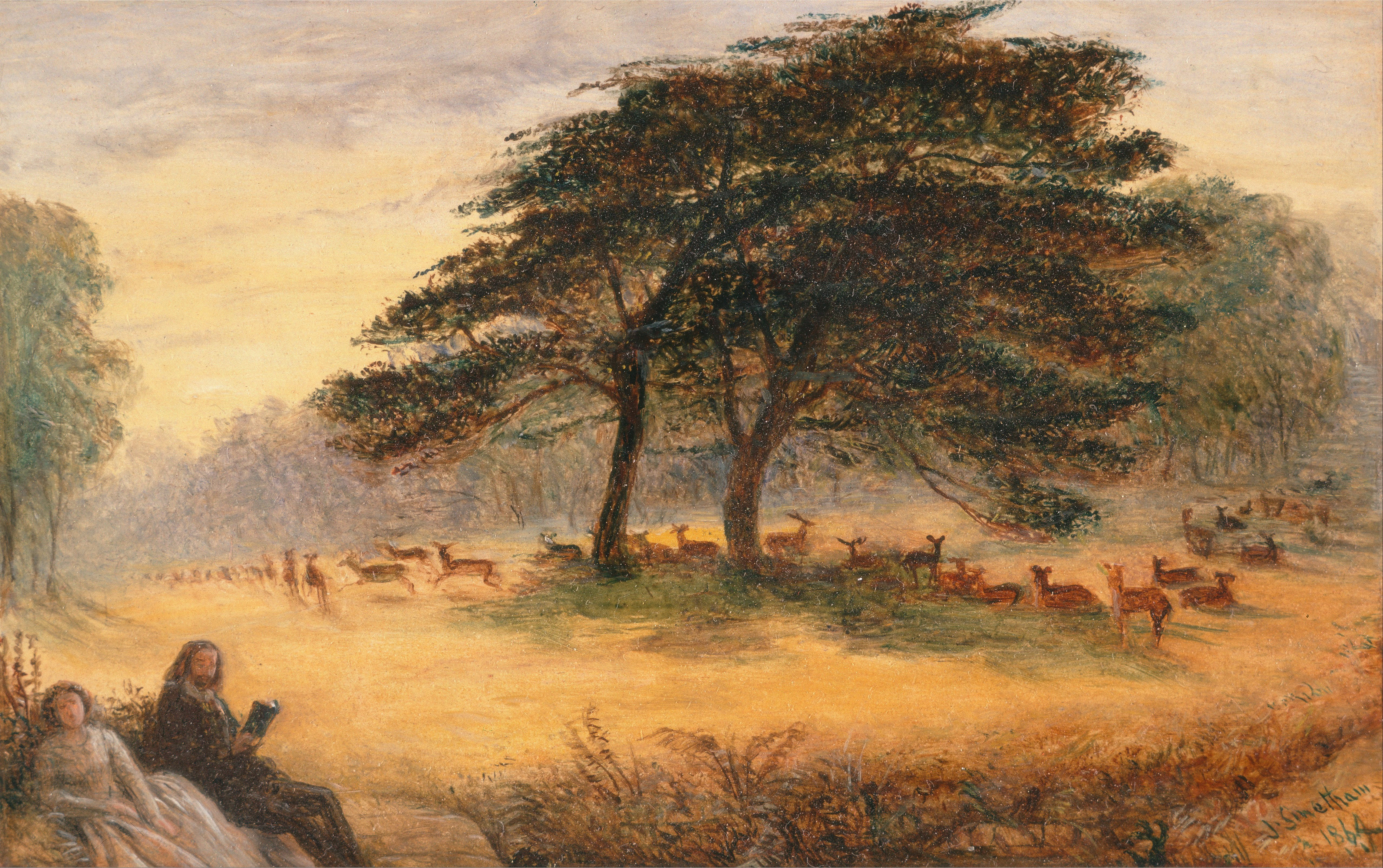
Lovers in Richmond Park (1864)
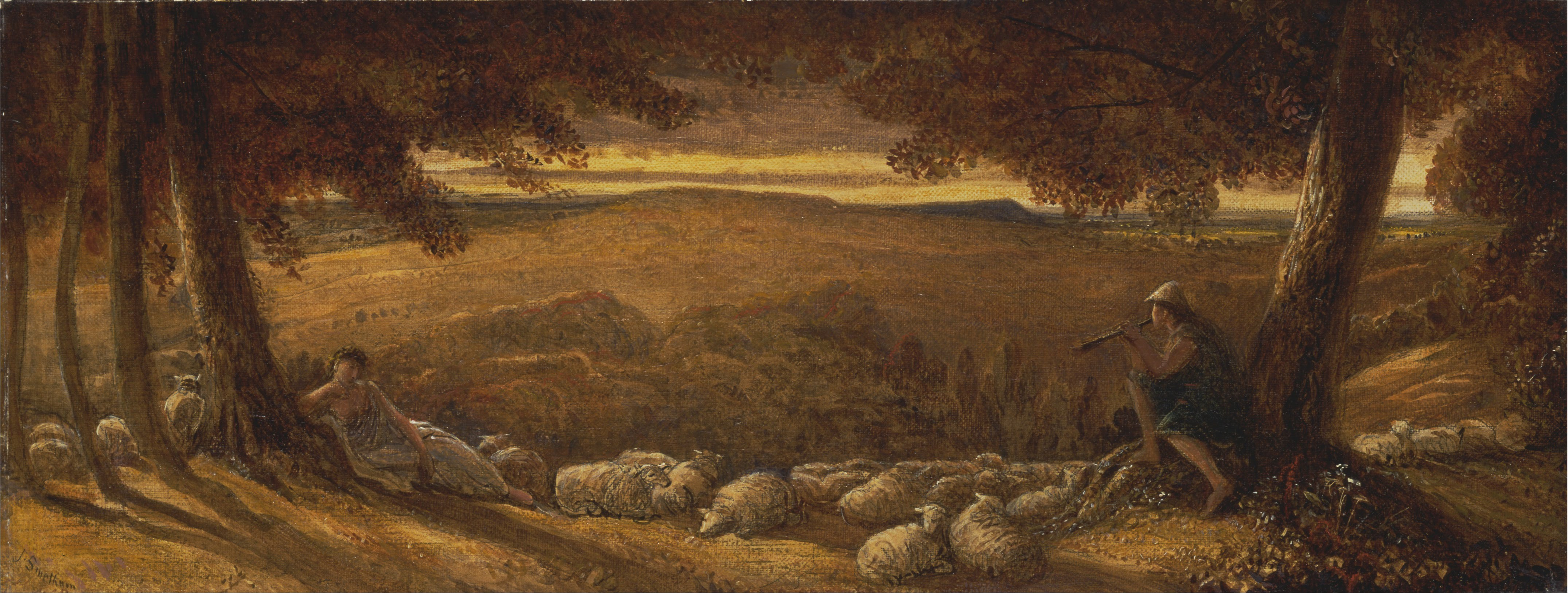
Evening Pasture (vers 1865)
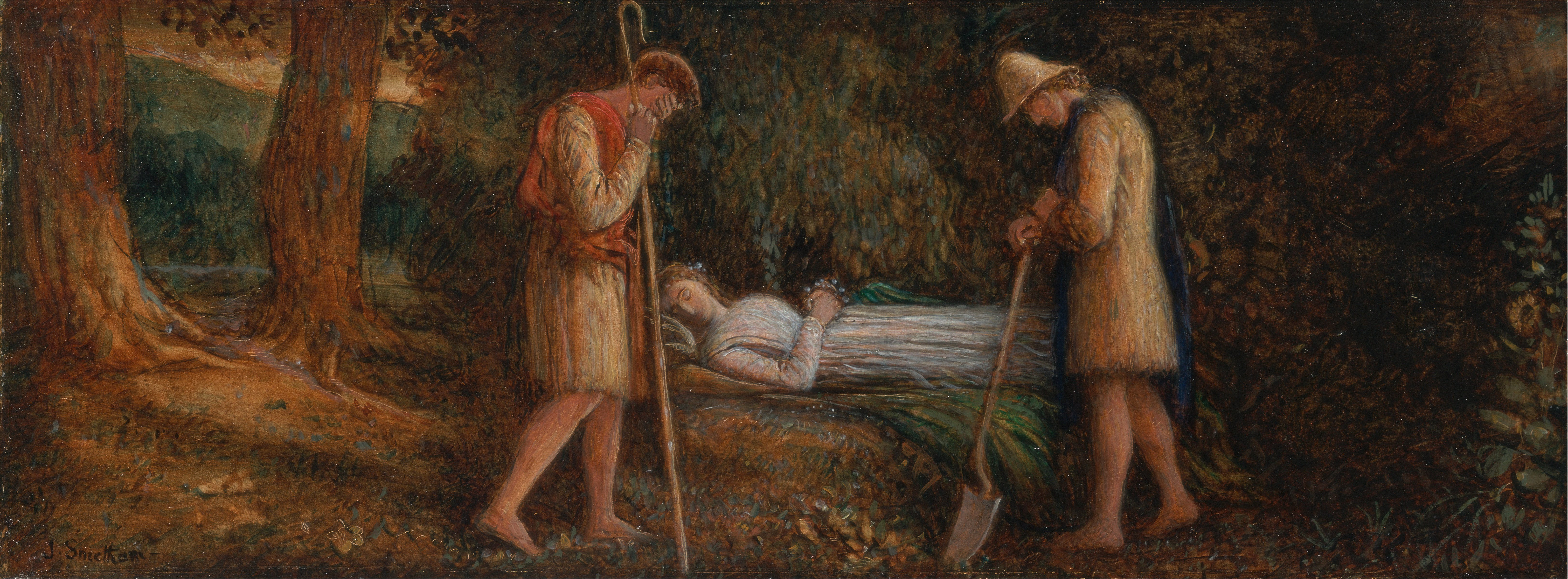
Imogen and the Shepherds (vers 1874)